# محمدتقی‌خان بستکی
محمد تقی خان فرزند مصطفی خان ملقب به «صولت الملک» زاده ۱۲۷۲ قمری بستک، درگذشته ۱۳۴۶ بستک. مدت ۴۱ سال حاکم بستک و جهانگیریه بود.

## تبارنامه
محمد تقی خان بن مصطفی خان بن احمد خان بن محمد رفیع خان بن هادی خان بن شیخ محمد خان بزرگ بن  عبدالقادر بستکی، شیخ حسن بستکی، شیخ محمد کبیر، شیخ ناصر الدین، شیخ محمد، شیخ جابر،  شیخ اسماعیل رابع، شیخ عبدالغنی، شیخ اسماعیل ثالث، شیخ عبدالرحیم عفیف الدین، شیخ عبدالسلام خنجی، شیخ عباس، شیخ اسماعیل ثانی، حمزه، احمد، محمد، هارون، مهدی، مرشد، محمود، احمد، علی، مبارک، عبدالسلام، سعید، عبدالغنی، طلحه، احمد، اسماعیل، سلیمان، محمد علی، عبدالله (حَبر الأُمَة) ابن عباس بن عبدالمطلب القرشی بن هاشم بن عبد مناف.مادرش دختر شیخ محمد بن شیخ اسحق بن شیخ یوسف.

## زندگی
محمد تقی خان در سال (۱۲۷۲) هجری قمری در بستک زاده شد.
پس از فوت حاجی مصطفی خان بر سر امر حکومت وجانشینی پدر بین دو نفر از فرزندان ارشد وی محمد رفیع خان و احمد خان اختلاف افتاد که در نتیجه احمد خان مقتول گردید. پس از اندکی فرزند سوم حاج مصطفی خان «محمد تقی خان» در سال ۱۳۰۵ محمد رفیع خان را دستگیر نموده وبنام قاتل برادر به شیراز اعزام داشت و خود اداره امور محل به‌عنوان نایب الحکومه که از طرف والی فارس به وی واگذار شده بود بعهده می‌گیرد و به «صولت الملک» ملقب می‌شود.

## دوران حکمرانی
وی ۴۱ سال حکمرانی داشت، محمد تقی خان مردی متین وسیاست‌مدار ومردم دار و با تدبیر بود. او با فتحعلیخان حاکم لارستان روابط حسنه داشت ودستورات فرمان فرمای فارس ومأمورین عالی دولت را بخوبی اجرا می‌کرد. زمان او مصادف با سلطنت ناصرالدین شاه و مظفرالدین شاه قاجار ونهضت مشروطیت ایران بود. حکومت قوام الملک وفرزندش محمد رضا خان قوام الملک وسرکوبی شورش قواسم بندر لنگه بدست دریابگی حکمران بوشهر از وقایع زمان او است.
نام محمد تقی خان وخاطرات او هنوز در بین مردم بستک زنده‌است، وکاخ بزرگ حکمرانی وی در مرکز شهر پابرجاست، مردم بستک بالهجه خود که (ق) را (ک) تلفظ می‌کنند او را بنام « مَّدتَکی خان » یاد می‌کنند.

## آغاز حکومت مشایخ بنی عباسی
مشایخ بنی عباسیان و فرزندان آنان که متصدی اداره امور مردم بوده‌اند با آنکه اصالتاً عرب بوده‌اند ولی پس از ورود در ایران خود را ایرانی دانسته و در تمام ادوار تاریخ و زندگی پیرو آرمانهای شاهدوستی و میهن دوستی و مطيع دولت مرکزی بوده‌اند حتی برای پیروزی ایران در جنگ ها به قفقاز هم نیرو فرستاده‌اند و کشته داده‌اند. در بنادر جنوب با اعراب متجاوز جنگیده‌اند.
پس از فوت شیخ عبدالقادر که مصادف بود با اواخر دورهٔ سلطنت صفویه وهجوم وسلطنت افغان‌ها و بالآخره ظهور نادر شاه که در تمام این احوال عامل اصلی و محرک واقعی جنگ وستیزها اختلاف مسلکی شیعه و سنی بود شیخ محمد سعید بستکی و شیخ محمد بستکی بدخالت به امور حکومتی آغاز کردند این دو نفر فرزندان شیخ عبدالقادر از نفوذ روحانی پدرشان که یک نوع تسلط روحی بزرگی برمردم بستک وجهانگیریه ایجاد کرده بود استفاده کامل نمودند وبعلل سیاسی زمان و شاید هم برای انتقامجوئی از کسانیکه موجب فرار آنان از خنج که جوار جد اعلایشان حاج شیخ عبدالسلام خنجی بود، شده بودند ویا به‌عنوان مبارزه مسلکی شیعه ویا بقول نویسنده:
«تاریخ جهانگیریه» برای حفظ جان ومال جماعت تسنن در برابر هجوم شیعیان نفوذ خودرا بسط دادند تا آنجا که شیخ محمد سعید به حکومت لار رسیده و شیخ محمد خان بزرگ حاکم جهانگیریه و آن حدود گردید.
بدین ترتیب مشایخ بنی عباسی که بقول ابن بطوطه چنان‌که در سفرنامه خود سفرنامه ابن بطوطه نوشته‌است: از زیادی زهد وپرهیزکاری وکثرت عبادت و دوری از مردم اندام علیل وزرد رنگ داشته وآزار مخلوقات را جرم می‌پنداشتند، فرزندانشان زاویه هارا رها کرده و در میدان‌های جنگ وکشتار در آمدند جزئیات این تحولات باشرح حال شیخ محمد سعید بستکی و شیخ محمد خان بزرگ روشن می‌گردد.

## وفات
محمد تقی خان در سن ۷۴ سالگی در سال ۱۳۴۶ هجری قمری مصادف با دومین سال سلطنت رضا شاه پهلوی درباغ شخصی خود در مخدان بستک فوت کرده و در آرامستان بستک به خاک سپرده شده‌است.